# Hemipodistra savitskiorum
Hemipodistra savitskiorum es una especie de coleóptero de la familia Cantharidae.

## Distribución geográfica
Habita en Rusia.